# Chlebówko (przystanek kolejowy)
Chlebówko – zlikwidowany przystanek stargardzkiej kolei wąskotorowej w Chlebówku, w województwie zachodniopomorskim, w Polsce. Przystanek został zamknięty 10 czerwca 2001 roku.